# Vid Kavtičnik
Vid Kavtičnik (Slovenj Gradec, Slovenija, 24. svibnja 1984.) je slovenski rukometaš član Rukometnog kluba Montpellier. Član je i Slovenske rukometne reprezentacije. Igra na poziciji desnog krila. Prije Montpelliera igrao je za THW Kiel i Velenje.

## Vanjske poveznice
|  | Zajednički poslužitelj ima još gradiva o temi Vid Kavtičnik |